# Thập niên 0
Thập niên 0 bắt đầu vào ngày 1 tháng 1 năm 1 Công nguyên và kết thúc vào ngày 31 tháng 12 năm 9 Công nguyên, bao gồm chín năm đầu tiên của Công nguyên. Đây là một trong hai khoảng thời gian dạng thập niên "0 đến 9" gồm 9 năm, cùng với thập niên 0 TCN.